# Ingared
Ingared è una piccola area che si trova nel comune di Alingsås nella contea di Västra Götaland.